# Rådgivende provinsialstænderforsamlinger
De Rådgivende Provinsialstænderforsamlinger eller blot Stænderforsamlingerne var fire rådgivende stænderforsamlinger i kongeriget Danmark og hertugdømmerne, der skulle rådgive den enevældige konge.
Grundlaget for de rådgivende stænderforsamlinger blev skabt i årene 1831-34. De første valg blev gennemført fra september 1834 til januar 1835, og de første samlinger fandt sted i årene 1835-36 i Roskilde (for Østifterne), Viborg (for Nørrejylland), Slesvig (for Slesvig) og Itzehoe (for Holsten). De næste samlinger fandt sted i 1838, 1840, 1842, 1844 og 1846. For kongeriget mødtes stænderforsamlingerne for sidste gang i 1848, hvor de skulle diskutere en valglov til Den Grundlovgivende Rigsforsamling, og de ophørte officielt med at fungere efter vedtagelsen af junigrundloven af 1849.
Hertugdømmernes stænderforsamlinger var endt i uro i 1846, og de blev ikke gennemført i 1848 pga. oprøret i Rendsborg i marts 1848, som førte til Treårskrigen 1848-50. De blev atter genindført med samlinger i Flensborg og Itzehoe 1853-1863, første omgang efter bestemmelserne fra 1831 og 1834, men fra 1854 efter nye bestemmelser for hertugdømmerne.
Stænderforsamlingernes var ikke lovgivende, men kun rådgivende. Deres opgave var at rådgive den enevældige konge. De kunne drøfte regeringens lovforslag, og de kunne rejse spørgsmål om forandringer i den bestående lovgivning eller dennes forvaltning. Men stænderforsamlingerne havde ikke direkte indflydelse på lovgivningen, da den enevældige konge ikke nødvendigvis skulle rette sig efter de resultater, de kom frem til.
De rådgivende stænderforsamlinger fik trods mange begrænsninger bl.a. betydning for danskernes mulighed for at debattere og engagere sig i tidens store politiske emner, og de var med til at skabe en politisk bevidsthed i store dele af befolkningen, som pegede i en mere demokratisk retning. Debatterne var ikke offentlige, men formidlet af Stændertidende og den begyndende politiske presse modnedes stænderforsamlingernes krav langsomt til et folkeligt ønske om enevældens afskaffelse og indførelse af en fri forfatning.

## De fire rådgivende stænderforsamlinger
- Den Rådgivende Stænderforsamling for Østifterne med mødested i Roskilde.
- Den Rådgivende Stænderforsamling for Nørrejylland med mødested i Viborg.
- Den Rådgivende Stænderforsamling for Slesvig med mødested i Slesvig/Flensborg.
- Den Rådgivende Stænderforsamling for Holsten med mødested i Itzehoe.

## Lovgivningen bag de rådgivende stænderforsamlinger
Indførelsen af stænderforsamlingerne i det danske rige havde sin rod i det holstenske forfatningsspørgsmål. Holsten og Slesvig var to selvstændige hertugdømmer inden for det danske rige, men efter Napoleonskrigene måtte den danske konge accceptere, at Holsten og Lauenburg blev medlem af Det Tyske Forbund, der oprettedes efter Wienerkongressen ved forbundsakten af 8. juni 1815. Efter forbundstraktatens paragraf 13 var kongen forpligtet til at indføre en stænderforsamling for Holsten. Dette rummede en udfordring for den enhed, som i begyndelsen af 1800-tallet var den danske regerings mål at skabe mellem rigets forskellige dele.
Der var dog ikke sat nogen tidsfrist, så foreløbig kunne kongen udskyde denne sag de næste mange år. Men i juli 1830 udbrød der på ny revolution i Frankrig. Bevægelsen forplantede sig som en revolutionær bølge, der skyllede over Europa, men umiddelbart fik disse revolutionære bevægelser dog ikke den store betydning for danskernes holdning til enevælden. Helt roligt var der dog ikke, eftersom Uwe Lornsen, jurist og embedsmand fra det Slesvig-Holsten-Lauenborgske Kancelli, i 1830 udgav en 12-siders pjece om ’forfatningsværket i Slesvig-Holsten’. Pjecen faldt ikke i god jord hos hverken den danske regering eller det indflydelsesrige Ridderskab i Slesvig-Holsten, men den havde dog sat gang i de liberale tanker i Danmark. Det betød, at ledende embedsmænd i december 1830 foreslog oprettelsen af rådgivende stænderforsamlinger. Ikke blot i Holsten, men også i Slesvig og Danmark.
Umiddelbart efter nytår modtog de to centrale regeringskontorer, Danske Kancelli og Det slesvig-holstensk-lauenburgske Kancelli to overensstemmende reskripter, der pålagde dem at udarbejde udkast til en lov om rådgivende stænder. I ordren til Det slesvig-holstensk-lauenburgske Kancelli hed det direkte, at den preussiske stænderordning fra 1823 skulle tages til forbillede. Efter behandlingen i statsrådet udstedtes den 28. maj 1831 to anordninger om de rådgivende stænderforsamlinger, en for kongeriget og en for hertugdømmerne. Den videre behandling af forslaget blev nu henlagt til en stænderkomité bestående af de to kancelliers præsidenter P. Chr. Stemann og Otto Moltke samt generalprokurører A. S. Ørsted og J. P. Høpp. Efter knap et års forberedelse kunne hertugdømmernes erfarne mænd mødes den 30. april 1832 og kongerigets oplyste mænd den 10. juli 1832. Efter fornyet behandling i stænderkomiteen og statsrådet kunne man endelig den 15. maj 1834 udstede fire forordninger, en for hver Stænderforsamling, der sammen med anordningerne af maj 1831 blev det retslige grundlag for de rådgivende stænderforsamlinger.

### Stænderforfatningen
Den færdige stænderforfatning for det danske monarki hvilede på de to anordninger af 28. maj 1831 og på de fire forordninger af 15. maj 1834.
Den 28. maj 1831 udstedte kongen den første anordning for kongeriget samt en for hertugdømmerne om den kommende indførelse af i alt fire rådgivende stænderforsamlinger. Der skulle være to forsamlinger i kongeriget - en for Nørreylland med mødested i Viborg og en for Østifterne (Sjælland, Fyns og Lolland-Falsters Stifter samt Island og Færøerne) med mødested i Roskilde, og der skulle være to forsamlinger i hertugdømmerne - en for Holsten med mødested i Itzehoe, en for Slesvig med mødested i byen Slesvig.
Den 15. maj 1834 udsendte kongen de endelige forordninger med bestemmelser om indretningen af stænderforsamlingerne, herunder valgret og valgbarhed. Under hensyn til adskillelsen mellem Slesvig og Holsten blev der givet en forordning for hver Stænderforsamling. Forordningerne for Østifternes Stænderforsamlig omfattede 89 paragraffer, og Nørrejylland omfattede 87, men forordningerne de for Slesvigske og Holstenske Stænderforsamlinger hver omfattede 82 paragraffer.

## Valg til stænderforsamlingerne 1834-48
Stænderforsamlingernes deputerede blev valgt for 6 år i deres respektive valgdistrikt. Valghandlingen blev ikke gennemført samlet på samme dato, men blev afholdt i de respektive valgdistrikter på datoer spredt udover nogle få måneder.
Der blev afholdt valg til de fire stænderforsamlinger tre gange mellem 1834 og 1848. Første valg blev gennemført fra september 1834 til januar 1835 for valgperioden 1835-40, anden valg blev gennemført fra september 1840 til januar 1841 for valgperioden 1841-46 og tredje valg blev gennemført fra slutningen af 1846 til begyndelsen af 1847 for valgperioden 1847-52.

### Valgret og valgbar
Valgret eller stemmeret havde kun mandlige ejendomsbesiddere over 25 år, der blev inddelt i tre valgklasser: 1) Godsejerne og 2) ejendomsbesidderne i købstæderne (med en grundværdi over 4.000 rigsdaler i København og over 1.000 rigsdaler i de øvrige købstæder) samt 3) de mindre landejendomsbesiddere, både selvejerbønder (som ejede mindst 4 tdr. hartkorn) og fæstebønder (med mindst 5 tdr. hartkorn).
For at være valgbar til stænderforsamlingerne skulle man være mand og fyldt 30 år og eje dobbelt så meget jord som de valgberettigede.
Selv om kun ca. 3 % af befolkningen kunne opfylde disse krav til valgret og valgbarhed, så var det et ganske stort vælgerkorps set med samtidens øjne. Forordningerne tillod dog ikke nogen af de tre valggrupper fortrin for nogen anden, hvilket gjorde de danske stænderforsamlinger forholdsvis demokratiske set i europæisk sammenhæng.
Den såkaldte "intelligensen" i form af præster, lærere ved de højere skoler og universitetet samt embedsmænd uden grundbesiddelse var ikke tilgodeset med valgret og valgbarhed. Dette forhold blev der dog rettet lidt op på ved udnævnelsen af de kongevalgte medlemmer af stænderforsamlingerne.

### Forsamlingernes sammensætning og valgdistrikter
Kongeriget og hertugdømmerne var inddelt valgdistrikter for hver af de tre valgklasser.

#### Øerne
Ved Østifternes stænderforsamling i Roskilde skulle der møde 70 deputerede (medlemmer) fra de tre stifter øst for Lillebælt samt et tilsvarende antal suppleanter, der skulle være valgt i følgende valgkredse:
| Valgdistrikt                                                 | Godsejerne | Købstæderne | Landejendomer | Kongen |
| ------------------------------------------------------------ | ---------- | ----------- | ------------- | ------ |
| Sjællands Stift                                              | 9          |             |               |        |
| Fyns Stift                                                   | 5          |             |               |        |
| Lolland-Falster Stift                                        | 3          |             |               |        |
| København                                                    |            | 12          |               |        |
| Helsingør                                                    |            | 1           |               |        |
| Roskilde, Køge, Hillerød og Frederikssund                    |            | 1           |               |        |
| Holbæk, Kalundborg og Nykøbing S.                            |            | 1           |               |        |
| Sorø, Ringsted, Slagelse, Korsør og Skælskør                 |            | 1           |               |        |
| Præstø, Store Heddinge, Næstved, Vordingborg og Stege        |            | 1           |               |        |
| Odense                                                       |            | 1           |               |        |
| Kerteminde, Bogense, Middelfart og Assens                    |            | 1           |               |        |
| Nyborg, Svendborg, Faaborg og Rudkøbing                      |            | 1           |               |        |
| Nakskov, Maribo og Rødby                                     |            | 1           |               |        |
| Sakskøbing, Nysted, Nykøbing F. og Stubbekøbing              |            | 1           |               |        |
| Rønne, Nexø, Hasle, Allinge og Sandvig, Aakirkeby og Svaneke |            | 1           |               |        |
| 20 forskellige valdistrikt                                   |            |             | 20            |        |
| Kirken                                                       |            |             |               | 2      |
| Universitetet                                                |            |             |               | 1      |
| Yderligere grundejere                                        |            |             |               | 4      |
| Island og Færøerne                                           |            |             |               | 3      |
| Totale: 70 delegerede fordelt som                            | 17         | 23          | 20            | 10     |

#### Nørrejylland
Ved Nørrejyllands stænderforsamling i Viborg skulle der møde 55 deputerede fra Nørrejylland, dvs. området nord for Kongenåen:
| Valgdistrikt                                                       | Godsejerne | Købstæderne | Landejendomer | Kongen |
| ------------------------------------------------------------------ | ---------- | ----------- | ------------- | ------ |
| Aarhus Stift                                                       | 4          |             |               |        |
| Aalborg Stift og den under Viborg Stift hørende del af Aalborg Amt | 4          |             |               |        |
| Øvrige del af Viborg Stift samt Ribe Stift                         | 4          |             |               |        |
| Aalborg                                                            |            | 2           |               |        |
| Aarhus og Skanderborg                                              |            | 2           |               |        |
| Randers                                                            |            | 2           |               |        |
| Viborg                                                             |            | 1           |               |        |
| Ribe                                                               |            | 1           |               |        |
| Horsens                                                            |            | 1           |               |        |
| Hjørring, Skagen, Frederikshavn og Sæby                            |            | 1           |               |        |
| Thisted, Nykøbing M., Skive og Nibe                                |            | 1           |               |        |
| Hobro, Mariager, Grenaa og Ebeltoft                                |            | 1           |               |        |
| Vejle, Fredericia og Kolding                                       |            | 1           |               |        |
| Ringkøbing, Holstebro, Lemvig og Varde                             |            | 1           |               |        |
| 22 forskellige valdistrikt                                         |            |             | 22            |        |
| Kirken                                                             |            |             |               | 2      |
| Universitetet                                                      |            |             |               | 1      |
| Grundejere                                                         |            |             |               | 4      |
| Totale: 55 delegerede fordelt som                                  | 12         | 14          | 22            | 7      |

#### Slesvig
Ved stænderforsamlingen i Slesvig skulle der møde 43 medlemmer fra hertugdømmet.
| Valgdistrikt                                        | Godsejerne | Købstæderne | Landejendomer | Kongen | Andre |
| --------------------------------------------------- | ---------- | ----------- | ------------- | ------ | ----- |
| Hertugdømmet                                        | 5          |             |               |        |       |
| Flensborg                                           |            | 2           |               |        |       |
| Slesvig                                             |            | 2           |               |        |       |
| Eckernförde                                         |            | 1           |               |        |       |
| Frederiksstad                                       |            | 1           |               |        |       |
| Sønderborg                                          |            | 1           |               |        |       |
| Aabenraa                                            |            | 1           |               |        |       |
| Haderslev                                           |            | 1           |               |        |       |
| Husum                                               |            | 1           |               |        |       |
| Tønder                                              |            | 1           |               |        |       |
| Tønning                                             |            | 1           |               |        |       |
| 17 forskellige valdistrikt                          |            |             | 17            |        |       |
| Kongen                                              |            |             |               | 6      |       |
| Besidderen af de hertugelige augustenborgske godser |            |             |               |        | 1     |
| Ærø                                                 |            |             |               |        | 1     |
| Femern                                              |            |             |               |        | 1     |
| Totale: 43 delegerede fordelt som                   | 5          | 12          | 17            | 6      | 3     |

#### Holsten
Ved stænderforsamlingen i Itzehoe skulle der møde 47 medlemmer fra hertugdømmet.
| Valgdistrikt                                 | Godsejerne | Købstæderne | Landejendomer | Kongen | Andre |
| -------------------------------------------- | ---------- | ----------- | ------------- | ------ | ----- |
| Hertugdømmet                                 | 9          |             |               |        |       |
| Altona                                       |            | 3           |               |        |       |
| Kiel                                         |            | 2           |               |        |       |
| Glückstadt                                   |            | 1           |               |        |       |
| Rendsborg                                    |            | 1           |               |        |       |
| Itzehoe                                      |            | 1           |               |        |       |
| Heide og Meldorf                             |            | 1           |               |        |       |
| Wilster, Krempe, Elmshorn og Utersen         |            | 1           |               |        |       |
| Wandsbeck, Pinneberg og Wedel                |            | 1           |               |        |       |
| Segeberg og Oldsloe                          |            | 1           |               |        |       |
| Preetz og Neumünster                         |            | 1           |               |        |       |
| Lütjenburg, Plön og Oldenburg                |            | 1           |               |        |       |
| Neustad og Heiligenhafen                     |            | 1           |               |        |       |
| 20 forskellige valdistrikt                   |            |             | 16            |        |       |
| Kongen                                       |            |             |               | 6      |       |
| Besidderen af de fyrstelige hessenske godser |            |             |               |        | 1     |
| Totale: 47 delegerede fordelt som            | 9          | 15          | 16            | 6      | 1     |

## Den Kongelige Kommissarius
Kongen var i forsamlingerne repræsenteret ved en kongelig kommissarius, der skulle være bindeleddet mellem stænderne og kongen/regeringen. Forud for hver samling modtog denne sin formelle instruks fra kongen. Kommissarius kunne deltage i forhandlingerne, men ikke stemme.
Den kongelig kommissarius ved Stænderforsamlingerne i Viborg og Roskilde var i alle samlingerne frem til 1844 Anders Sandøe Ørsted. Stillingen som kongens repræsentant ved Stænderforsamlingerne i Viborg og Roskilde blev overtaget af P.G. Bang i 1846, og W.C.E. Sponneck i 1848.
Den kongelig kommissarius ved Stænderforsamlingerne i Itzehoe og Slesvig var Johann Paul Høpp frem til 1838, Heinrich Anna Reventlow-Criminil i 1840 og Josef Reventlow-Criminil i 1842 og 1844. Josef Reventlow-Crimini fortsatte som sådan ved forsamlingen i Itzehoe i 1846, mens L.N. Scheele dette år blev kongelig kommissarius i Slesvig.

## Stænderforsamlingernes varighed
Stænderforsamlingerne skulle holde samlinger hvert andet år, således at Østifternes og Holstens stænderforsamling trådte sammen på samme tidspunkt, og Nørrejyllands og Slesvigs stænderforsamling tilsvarende, om end forskudt fra samlingerne for Østifterne og Holsten.
1835-36
- Østifternes stænderforsamling i Roskilde: 1. oktober 1835 til 26. februar 1836 [149 dage].
- Holstenske stænderforsamling i Itzehoe: 1. oktober 1835 til 20. februar 1836 [143 dage].
- Nørrejyllands stænderforsamling i Viborg: 11. april 1836 til 30. juli 1836 [111 dage].
- Slesvigske stænderforsamling i Slesvig: 11. april 1836 til 30. juli 1836 [111 dage].

1838
- Østifternes stænderforsamling i Roskilde: 24. september til 24. december [92 dage].
- Holstenske stænderforsamling i Itzehoe: 24. september til 22. december [90 dage].
- Nørrejyllands stænderforsamling i Viborg: 21. maj til 25. august [97 dage].
- Slesvigske stænderforsamling i Slesvig: 21. maj til 25. august [97 dage].

1840
- Østifternes stænderforsamling i Roskilde: 15. juli til 22. september [39 dage].
- Holstenske stænderforsamling i Itzehoe: 15. juli til 23. september [40 dage].
- Nørrejyllands stænderforsamling i Viborg: 14. oktober til 19. december [67 dage].
- Slesvigske stænderforsamling i Slesvig: 14. oktober til 22. december [70 dage].

1842
- Østifternes stænderforsamling i Roskilde: 7. juli til 21. september [77 dage].
- Holstenske stænderforsamling i Itzehoe: 7. juli til 16. september [72 dage].
- Nørrejyllands stænderforsamling i Viborg: 12. oktober til 20. december [70 dage].
- Slesvigske stænderforsamling i Slesvig: 12. oktober til 21. december [71 dage].

1844
- Østifternes stænderforsamling i Roskilde: 15. oktober til 21. december [68 dage].
- Holstenske stænderforsamling i Itzehoe: 15. oktober til 21. december [68 dage].
- Nørrejyllands stænderforsamling i Viborg: 9. juli til 11. september [65 dage].
- Slesvigske stænderforsamling i Slesvig: 9. juli til 9. september [63 dage].

1846
- Østifternes stænderforsamling i Roskilde: 15. juli til 21. september [69 dage].
- Holstenske stænderforsamling i Itzehoe: 15. juli til 17. august [34 dage].
- Nørrejyllands stænderforsamling i Viborg: 21. oktober til 22. december [63 dage].
- Slesvigske stænderforsamling i Slesvig: 21. oktober til 14. december [55 dage].

1848
- Østifternes stænderforsamling i Roskilde: 26. april til 12. maj [17 dage].
- Holstenske stænderforsamling i Itzehoe: Ikke gennemført pga. oprøret i Rendsborg i marts 1848, som førte til Treårskrigen 1848-50.
- Nørrejyllands stænderforsamling i Viborg: 13. til 23 juni [11 dage].
- Slesvigske stænderforsamling i Slesvig: Ikke gennemført pga. oprøret i Rendsborg i marts 1848, som førte til Treårskrigen 1848-50.

## De første stænderforsamlinger 1835–36
I de første stænderforsamlinger 1835–36 blev kravet om afløsning af hoveriet rejst fra bondeside, og i 1838 opfordrede kongen i overensstemmelse med stænderforsamlingerne til en frivillig afvikling og dette skete også i et betydeligt omfang. I 1835 var omtrent halvdelen af alle fæstegodser hoverifrie, og udviklingen fortsatte i de følgende år og styrkedes i 1850 ved en lov, der gav jordejeren eller en tredjedel af de hoverigørende fæstere ret til at kræve hoveriet afløst mod en pengeydelse.
I 1840'erne skete også en omfattende afvikling af det offentlige hoveri. Fæstebønderne kunne nu igangsætte deres egne gårde, og gjorde dette med iver, da de nu var frie og kunne styre deres egne foretagender.
Desuden oprettedes den kongelige kreditkasse, der hermed gav samtlige fæstebønder muligheden for selveje. Et positivt afkast af dette var nye former for afgrøder og nyudviklede landbrugsredskaber, der effektiviserede yderligere.

## Stænderforsamlingernes betydning
Stænderforsamlingernes var ikke lovgivende, men kun rådgivende for den enevældige konge. De rådgivende stænderforsamlinger var aktive i enevældens sidste årtier fra 1834 til 1848. De var de første fora for en bredere politisk debat i Danmark og var dermed medvirkende til at skabe den offentlige opinion, der var blandt forudsætningerne for demokratiets indførelse i 1848-1849. På trods af mange begrænsninger fik forsamlingerne reelt en stor betydning for udviklingen i retning af demokrati, fordi de satte tidens store politiske spørgsmål om trykkefrihed og social ulighed på dagsordenen og med stigende skarphed rejste krav om en fri forfatning. Formidlet af Stændertidende og den begyndende politiske presse modnedes stænderforsamlingernes krav langsomt til et folkeligt ønske om enevældens afskaffelse og indførelse af en fri forfatning.